# Districte Federal del Caucas Nord
El Districte Federal del Caucas Nord (en rus Северо-Кавказский федеральный округ, Sévero-Kavkazski federalni ókrug) és un dels nou districtes federals de Rússia.
Està situat a l'extrem sud-occidental de la Federació Russa, al nord del Caucas i vora la mar Càspia. Amb una superfície de 170.700 km², és el més petit de tots els districtes federals; la seva població era de 8.933.889 habitants segons el cens del 2002. La seu administrativa és a la ciutat de Piatigorsk.
És el més nou del districtes federals russos i es va establir el 19 de gener del 2010, arran de la segregació dels territoris meridionals del Districte Federal del Sud. El Delegat Presidencial del districte federal és Serguei Mélikov.

## Subjectes federals
El Districte Federal del Caucas Nord comprèn 7 subjectes federals:
1. República del Daguestan
2. República d'Ingúixia

Subjectes federals del Districte Federal del Caucas Nord

3. República de Kabardino-Balkària
4. República de Karatxai-Txerkèssia
5. República d'Ossètia del Nord - Alània
6. Krai de Stàvropol
7. República de Txetxènia